# Periophthalmus argentilineatus
Periophthalmus argentilineatus és una espècie de peix de la família dels gòbids i de l'ordre dels perciformes.

## Morfologia
Els mascles poden assolir els 19 cm de longitud total.

## Distribució geogràfica
Es troba des del sud del Mar Roig fins a Sud-àfrica, les Illes Mariannes, Samoa, les Illes Ryukyu, l'oest d'Austràlia i Oceania.